# Compressibilidade
A compressibilidade é uma variação infinitesimal do baixo volume por unidade de variação. Em termos mais simples, é a propriedade que a matéria apresenta quando sofre a ação de forças adequadamente distribuídas, tendo seu volume diminuído. 
Em termodinâmica e mecânica dos fluidos, compressibilidade é uma medida da relativa mudança de volume de um fluido ou sólido como uma resposta a uma pressão (significativa alteração de tensão).
{\displaystyle \beta =-{\frac {1}{V}}{\frac {\partial V}{\partial p}}}
onde V é volume e p é pressão. Nota: a maioria dos livros texto usam a notação {\displaystyle \kappa } para esta grandeza. O estabelecido acima é incompleto, porque para qualquer objeto ou sistema a magnitude da compressibilidade depende fortemente se o processo é adiabático ou isotérmico. De acordo com isso define-se a compressibilidade isotérmica como:
{\displaystyle \beta _{T}=-{\frac {1}{V}}\left({\frac {\partial V}{\partial p}}\right)_{T}}
onde a T subscrito indica que a diferencial parcial é para ser tomada a temperatura constante. A compressibilidade adiabática como:
{\displaystyle \beta _{S}=-{\frac {1}{V}}\left({\frac {\partial V}{\partial p}}\right)_{S}}
onde S é a entropia. Para um sólido, a distinção ente as duas é normalmente negligenciável.
O inverso da compressibilidade é chamado de módulo de compressibilidade, frequentemente notado como K (algumas vezes na literatura, B, de bulk modulus, como é tratado em inglês).